# Lista de episódios de Sailor Moon

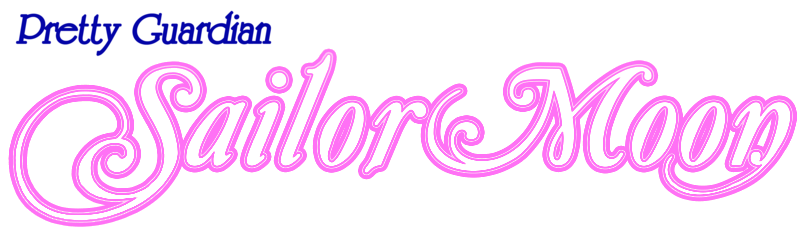
Logo de Sailor Moon

Sailor Moon, conhecida no Japão como Pretty Soldier Sailor Moon, é uma série de anime adaptada da série manga de mesmo nome criado por Naoko Takeuchi. A série foi produzida pela Toei Animation e dirigida por Junichi Sato, Kunihiko Ikuhara e Takuya Igarashi e produzida pela TV Asahi e Toei Animation. A série concentra-se nas aventuras de Usagi Tsukino, uma estudante que descobre que ela e várias outras meninas podem se transformar em super-heroinas e lutar contra forças do mal que ameaçam o mundo.

## Resumo
| Temporada | Temporada                | Episódios | Estreia Original    | Encerramento Original   |
| --------- | ------------------------ | --------- | ------------------- | ----------------------- |
|           | Sailor Moon Classic      | 46        | 7 de março de 1992  | 27 de fevereiro de 1993 |
|           | Sailor Moon R            | 43        | 6 de março de 1993  | 12 de março de 1994     |
|           | Sailor Moon S            | 38        | 19 de março de 1994 | 25 de fevereiro de 1995 |
|           | Sailor Moon Super S      | 39        | 4 de março de 1995  | 2 de março de 1996      |
|           | Sailor Moon Sailor Stars | 34        | 9 de março de 1996  | 8 de fevereiro de 1997  |

## 1ª Temporada - Sailor Moon Classic (1992-1993)
| N.º | Título original | Título no Brasil Título em Portugal                                                                        | Exibição original                           |
| --- | --- | --- | ------------------------------------------- |
| 1 | "The Crybaby: Usagi's Beautiful Transformation" Transliteração: "Nakimushi Usagi no karei naru henshin" (em japonês: 泣き虫うさぎの華麗なる変身)                                      | Como uma Garota Medrosa se Transforma em Guerreira A Choramingas Transforma-se em Guerreira!               | 07 de março de 1992 29 de abril de 1996     |
| 2 | "Punishment Awaits: the House of Fortune is the Monster Mansion" Transliteração: "Oshioki yo! Uranai house wa yōma no yakata" (em japonês: おしおきよ!占いハウスは妖魔の館)           | A Casa da Adivinha é um Ninho de Monstros A Casa da Sorte é um Ninho de Monstros                           | 14 de março de 1992 30 de abril de 1996     |
| 3 | "The Mysterious Sleeping Sickness: Protect the Girls in Love" Transliteração: "Nazo no nemuribyō, mamore otome no koisuru kokoro" (em japonês: 謎のねむり病, 守れ乙女の恋する心)      | Salvem as Garotas Apaixonadas Salvem as Raparigas Apaixonadas                                              | 21 de março de 1992 1 de maio de 1996       |
| 4 | "Learn How to be Skinny from Usagi" Transliteração: "Usagi ga oshiemasu! Surimu ni naruhō" (em japonês: 謎のねむり病, 守れ乙女の恋する心)                                             | Quer Ficar Magra? Gostavas de Ser Magra?                                                                   | 28 de março de 1992 2 de maio de 1996       |
| 5 | "Scent of a Monster: Chanela Will Steal Your Love" Transliteração: "Yōma no kaori! Shanēra wa ai wo nusume" (em japonês: 妖魔の香り!シャネーラは愛を盗む)                             | O Misterioso Perfume dos Coelhos O Perfume da Chinchila                                                    | 11 de abril de 1992 13 de maio de 1996      |
| 6 | "Protect the Melody of Love: Usagi Plays Cupid" Transliteração: "Mamore koi no merodi! Usagi wa Kyūpiddo" (em japonês: 守れ恋の曲!うさぎはキューピッド)                               | Serena é um Bom Cupido Nunca Desistas do Amor                                                              | 18 de abril de 1992 14 de maio de 1996      |
| 7 | "Usagi Learns Her Lesson: Becoming a Star Is Hard Work" Transliteração: "Usagi hansei! Sutā no michi wa kibishii" (em japonês: うさぎ反省!スターの道はきびしい)                       | O Longo e Sinuoso Caminho para o Estrelato O Longo Caminho Para a Fama                                     | 25 de abril de 1992 15 de maio de 1996      |
| 8 | "The Girl Genius Is a Monster: The Brainwashing Cram School of Horror" Transliteração: "Tensai shōjo wa yōma na no? Kyōfu no sennōjuku" (em japonês: 天才少女は妖魔なの?恐怖の洗脳塾) | Terror no Seminário Lava-Cuca Terror no Seminário                                                          | 02 de maio de 1992 16 de maio de 1996       |
| 9 | "Usagi's Disaster: Beware of the Clock of Confusion" Transliteração: "Usagi no sainan! Awate tokei ni goyōjin" (em japonês: うさぎの災難!あわて時計にご用心)                          | O Desastre de Serenaː Cuidado com o Relógio! Cuidado com os Relógios!                                      | 09 de maio de 1992 20 de maio de 1996       |
| 10 | "The Cursed Bus: Enter Mars, the Guardian of Fire" Transliteração: "Norowareta basu! Honō no senshi Māzu tōjō" (em japonês: 呪われたバス!炎の戦士マーズ登場)                          | O Ônibus Fantasma: Sailor Mars, a Guerreira de Fogo Marte, a Guerreira do Fogo                             | 16 de maio de 1992 21 de maio de 1996       |
| 11 | "Usagi vs. Rei: Nightmare in Dream Land" Transliteração: "Usagi to Rei taiketsu? Yume rando no akumu" (em japonês: うさぎとレイ対決?夢ランドの悪夢)                                   | O Parque de Diversões Um Pesadelo na Terra dos Sonhos                                                      | 23 de maio de 1992 22 de maio de 1996       |
| 12 | "I Want a Boyfriend: The Luxury Cruise Ship Is a Trap" Transliteração: "Watashi datte kare ga hoshii! Gōkasen no wana" (em japonês: 私だって彼が欲しい!豪華船のワナ)                  | Quero ter Namorado: A Cilada do Cruzeiro de Luxo Gostava de Ter um Namorado                                | 30 de maio de 1992 23 de maio de 1996       |
| 13 | "Girls Unite: The End of Jadeite" Transliteração: "Onna no ko wa danketsu yo! Jedaito no saig" (em japonês: 女の子は団結よ!ジェダイトの最期)                                          | Garotas, Vamos nos Unir Contra Jedite O Fim de Jedite                                                      | 06 de junho de 1992 27 de maio de 1996      |
| Jedite prepara uma armadilha para as três Sailor Guerreiras no aeroporto, mas o que ele não sabe é que um erro pode custar a sua vida. | | |                                             |
| 14 | "A New Enemy Appears: Nephrite's Evil Crest" Transliteração: "Arata naru kyōteki, Nefuraito ma no monshō" (em japonês: 新たなる強敵, ネフライト魔の紋章)                              | Chegou um Poderoso Inimigo: Nephryte Neflite é o Novo e Poderoso Inimigo                                   | 13 de junho de 1992 28 de maio de 1996      |
| 15 | "Usagi's Panic: Rei's First Date" Transliteração: "Usagi aseru! Rei-chan hatsu dēto" (em japonês: 新たなる強敵, ネフライト魔の紋章)                                                   | Serena Preocupa-se Com o Primeiro Encontro de Rei A Bunny Entra em Pânico                                  | 20 de junho de 1992 29 de maio de 1996      |
| 16 | "A Girl's Dream: Usagi Becomes a Bride" Transliteração: "Junpaku doresu no yume! Usagi hanayome ni naru" (em japonês: 純白ドレスの夢!うさぎ花嫁になる)                                | O Sonho das Garotas: Serena Torna-se Noiva A Bunny Transforma-se Numa Noiva                                | 27 de junho de 1992 30 de maio de 1996      |
| 17 | "Usagi's a Model: The Flash of the Monster Camera" (em japonês: 純白ドレスの夢!うさぎ花嫁になる)                                                                                      | Serena Modelo? As Malignas Tornam-se Fotógrafas A Bunny Será um Modelo?                                    | 4 de julho de 1992 3 de junho de 1996       |
| 18 | "Shingo's Love: The Grieving Doll" Transliteração: "Shingo no junjō! Kanashimi no Furansu ningyō" (em japonês: 純白ドレスの夢!うさぎ花嫁になる)                                       | O Amor de Sammy: A Boneca Misteriosa O Amor do Chico                                                       | 11 de julho de 1992 4 de junho de 1996      |
| 19 | "Usagi's Joy: A Love Letter from Tuxedo Mask" Transliteração: "Usagi kangeki! Takishīdo Kamen no rabu retā" (em japonês: うさぎ感激!タキシード仮面の恋文)                             | Surpresa! Uma Carta de Tuxedo Mask Para Serena A Bunny Recebe uma Carta do Mascarado!                      | 25 de julho de 1992 5 de junho de 1996      |
| 20 | "The Summer, the Beach, Youth and Ghosts" Transliteração: "Natsu yo Umi yo Seishun yo! Omake ni yūrei mo yo!" (em japonês: 夏よ海よ青春よ!おまけに幽霊もよ!)                          | O Verão, o Mar, Garotas e Também Fantasmas! O Verão, o Mar e as Raparigas                                  | 01 de agosto de 1992 6 de junho de 1996     |
| 21 | "Protect the Children's Dreams: Friendship Through Anime" Transliteração: "Kodomotachi no yume mamore! Anime ni musubu yūjō" (em japonês: 子供達の夢守れ!アニメに結ぶ友情)            | Proteja os Sonhos das Crianças: Amizade Através do Anime Salvem os Sonhos das Crianças                     | 08 de agosto de 1992 10 de junho de 1996    |
| 22 | "Romance Under the Moon: Usagi's First Kiss" Transliteração: "Gekka no romansu! Usagi no hatsu kissu" (em japonês: 月下のロマンス!うさぎの初キッス)                                   | Um Romance Sob a Lua: Primeiro Beijo de Serena O Primeiro Beijo da Bunny                                   | 15 de agosto de 1992 11 de junho de 1996    |
| 23 | "Wish Upon a Star: Naru's First Love" Transliteração: "Nagareboshi ni negai wo! Naru-chan no jun'ai" (em japonês: 流れ星に願いを!なるちゃんの純愛)                                    | Estrela Cadente: Proteja o Primeiro Amor de Molly O Primeiro Amor da Sara                                  | 22 de agosto de 1992 12 de junho de 1996    |
| 24 | "Naru's Tears: Nephrite Dies for Love" Transliteração: "Naru-chan gōkyū! Nefuraito ai no shi" (em japonês: 流れ星に願いを!なるちゃんの純愛)                                           | As Lágrimas de Molly: Nepryte Morre Por Amor O Nephlite Morre Pela Sara                                    | 29 de agosto de 1992 13 de junho de 1996    |
| 25 | "Jupiter, the Powerful Girl in Love" Transliteração: "Koisuru kairiki shōjo, Jupitā-chan" (em japonês: 恋する怪力少女, ジュピターちゃん)                                              | A Poderosa Sailor Júpiter Está Apaixonada A Poderosa Júpiter Está Apaixonada                               | 05 de setembro de 1992 17 de junho de 1996  |
| 26 | "Restore Naru's Smile: Usagi's Friendship" Transliteração: "Naru-chan ni egao wo! Usagi no yūj" (em japonês: なるちゃんに笑顔を!うさぎの友情)                                         | A Amizade de Serena Devolve a Felicidade à Molly A Bunny Fez a Sara Sorrir de Novo!                        | 12 de setembro de 1992 18 de junho de 1996  |
| 27 | "Restore Naru's Smile: Usagi's Friendship" Transliteração: "Naru-chan ni egao wo! Usagi no yūj" (em japonês: なるちゃんに笑顔を!うさぎの友情)                                         | Richard se apaixona por Amy Rapaz Especial Apaixona-se Pela Ami                                            | 10 de outubro de 1992 19 de junho de 1996   |
| 28 | "The Painting of Love: Usagi and Mamoru Get Closer" Transliteração: "Koi no irasuto, Usagi to Mamoru ga sekkin?" (em japonês: 恋のイラスト, うさぎと衛が接近?)                        | Serena e Darien em um Retrato de Amor O Desenho Amoroso de Bunny e Gonçalo                                 | 17 de outubro de 1992 20 de junho de 1996   |
| 29 | "Total Chaos: The Messy Love Rectangle" Transliteração: "Daikonsen! Guchagucha koi no shikaku kankei" (em japonês: 大混戦!グチャグチャ恋の四角関係)                                   | Um Estranho Triângulo Amoroso. Ou Será um Quadrado? Um Namoro Confuso                                      | 24 de outubro de 1992 24 de junho de 1996   |
| 30 | "Grandpa Loses Control: Rei in Danger" Transliteração: "Ojī-chan ranshin, Rei-chan no kiki" (em japonês: お爺ちゃん乱心, レイちゃんの危機)                                            | O Avô de Rei Ficou Louco O Avô da Rita Enlouqueceu!                                                        | 31 de outubro de 1992 25 de junho de 1996   |
| 31 | "Love and Chased: Luna's Worst Day Eve" Transliteração: "Koisarete owarete! Runa no saiaku no hi" (em japonês: 恋されて追われて!ルナの最悪の日)                                       | Amada e Perseguida: O Pior Dia de Lua O Pior Dia do Luna                                                   | 7 de novembro de 1992 26 de junho de 1996   |
| 32 | "Umino's Resolve: I'll Protect Naru" Transliteração: "Umino no kesshin! Naru-chan wa boku ga mamoru" (em japonês: 海野の決心!なるちゃんは僕が守る)                                    | Kelvin Se Torna Herói e Salva Molly O Jimmy Decide Proteger a Sara                                         | 14 de novembro de 1992 27 de junho de 1996  |
| 33 | "Enter Venus, the Last Sailor Guardian" Transliteração: "Saigo no Sērā Senshi, Vīnasu tōjō" (em japonês: 最後のセーラー戦士, ヴィーナス登場)                                          | A Última Guerreiraː Sailor Vênus Apareceu A Última Navegante, Vénus!                                       | 21 de novembro de 1992 1 de julho de 1996   |
| 34 | "The Shining Silver Crystal: The Moon Princess Appears" Transliteração: "Hikari kagayaku ginzuishō! Tsuki no purinsesu tōjō" (em japonês: 光輝く銀水晶!月のプリンセス登場)            | Resplandecente Cristal de Prata: A Princesa Moon vem aí O Cristal Prateado                                 | 28 de novembro de 1992 2 de julho de 1996   |
| 35 | "Returning Memories: Usagi and Mamoru's Past" Transliteração: "omigaeru kioku! Usagi to Mamoru no kako" (em japonês: よみがえる記憶!うさぎと衛の過去)                                 | As Lembranças de Serena e Darien As Memórias de Bunny e Gonçalo                                            | 5 de dezembro de 1992 3 de julho de 1996    |
| 36 | "Usagi's Confusion: Is Tuxedo Mask Evil?" Transliteração: "Usagi konran! Takishīdo Kamen wa aku?" (em japonês: うさぎ混乱!タキシード仮面は悪?)                                        | A Confusão de Serena: Tuxedo Mask é Ruim? O Mascarado é o Inimigo?                                         | 12 de dezembro de 1992 4 de julho de 1996   |
| 37 | "Let's Become a Princess: Usagi's Bizarre Training" Transliteração: "Mezase purinsesu? Usagi no chintokkun" (em japonês: めざせプリンセス?うさぎの珍特訓)                             | Serena Prepara-se Para Ser Princesa A Bunny Ensaia Para Princesa                                           | 19 de dezembro de 1992 8 de julho de 1996   |
| 38 | "The Snow, the Mountains, Friendship and Monsters" Transliteração: "Yuki yo Yama yo Yūjō yo! Yappari yōma mo yo!" (em japonês: 雪よ山よ友情よ!やっぱり妖魔もよ)                       | A Neve, as Montanhas, Amizade e Monstros Viva a Neve, as Montanhas e a Amizade                             | 26 de dezembro de 1992 9 de julho de 1996   |
| 39 | "Paired with a Monster: Mako, the Ice Skating Queen" Transliteração: "Yōma to pea!? Hyōjō no joō Mako-chan" (em japonês: 妖魔とペア!?氷上の女王まこちゃん)                            | Lita é a Rainha de Patinação no Gelo A Maria é a Rainha do Gelo                                            | 9 de janeiro de 1993 10 de julho de 1996    |
| 40 | "The Legendary Lake Yokai: The Bond of Usagi's Family" Transliteração: "Mizuumi no densetsu yōkai! Usagi kazoku no kizuna" (em japonês: )                                             | O Espírito Maligno do Lago Une a Família O Espírito Mau do Lago                                            | 16 de janeiro de 1993 11 de julho de 1996   |
| 41 | "I Won't Run Away from Love Anymore: Ami vs. Mamoru" Transliteração: "Mō koi kara nigenai! Ami to Mamoru taiketsu" (em japonês: もう恋から逃げない!亜美と衛対決)                      | Amy Se Apaixona e Luta Contra Darien Não Tenho Medo de o Amar!                                             | 23 de janeiro de 1993 15 de julho de 1996   |
| 42 | "Sailor Venus' Past: Minako's Tragic Love" Transliteração: "Sērā Vīnasu no kako, Minako no higeki" (em japonês: Sヴィーナスの過去, 美奈子の悲劇)                                      | O Passado de Sailor Vênusː O Trágico Amor de Mina O Trágico Amor da Joana                                  | 30 de janeiro de 1993 16 de julho de 1996   |
| 43 | "Usagi Abandoned: The Falling-Out of the Sailor Guardians" Transliteração: "Usagi ga koritsu? Sērā Senshi-tachi no ōgenka" (em japonês: Sヴィーナスの過去, 美奈子の悲劇)              | Serena Fica Sozinhaː Sailor Moon Contra as Outras Guerreiras A Navegante da Lua Está Contra as Guerreiras. | 6 de fevereiro de 1993 17 de julho de 1996  |
| 44 | "Usagi's Awakening: A Message from the Distant Past" Transliteração: "Usagi no kakusei! Chōkako no messēji" (em japonês: )                                                            | O Despertar de Serena: Uma Mensagem do Grandioso Passado A Bunny Acorda Com uma Mensagem do Passado!       | 13 de fevereiro de 1993 18 de julho de 1996 |
| 45 | "Death of the Sailor Guardians: The Tragic Final Battle" Transliteração: "Sērā Senshi shisu! Hisō naru saishūsen" (em japonês: セーラー戦士死す!悲壮なる最終戦)                       | As Guerreiras Morrem: O Trágico Combate Final As Navegantes Morrem na Batalha                              | 20 de fevereiro de 1993 22 de julho de 1996 |
| 46 | "Usagi's Eternal Wish: A Brand New Life" Transliteração: "Usagi no omoi wa towa ni! Atarashiki tensei" (em japonês: うさぎの想いは永遠に!新しき転生)                                  | O Sonho Eterno de Serenaː Uma Nova Vida A Bunny Deseja uma Nova Vida                                       | 27 de fevereiro de 1993 23 de julho de 1996 |

## 2ª Temporada - Sailor Moon R (1993-1994)
| N.º | Título original | Título no Brasil Título em Portugal                                                              | Exibição original                              |
| --- | --- | ------------------------------------------------------------------------------------------------ | ---------------------------------------------- |
| 47 | "Moon Returns: The Mysterious Aliens Appear" Transliteração: "Usagi no omoi wa towa ni! Atarashiki tensei" (em japonês: ムーン復活!謎のエイリアン出現)                                    | O Retorno de Sailor Moon: Surgem os Alienígenas Misteriosos O Renascimento da Sailor Moon        | 6 de março de 1993 1 de novembro de 2000       |
| 48 | "For Love and for Justice: Sailor Guardians Once Again" Transliteração: "Ai to seigi yue! Sērā Senshi futatabi" (em japonês: ムーン復活!謎のエイリアン出現)                               | Pelo Amor e Justiça! As Sailor Guerreiras Voltam a Se Reunir As Guerreiras Navegantes Reúnem-se! | 13 de março de 1993 2 de novembro de 2000      |
| 49 | "For Whom is the White Rose? The Moonlight Knight Appears" Transliteração: "Ai to seigi yue! Sērā Senshi futatabi" (em japonês: 白いバラは誰に?月影の騎士登場)                            | O Cavaleiro da Lua O Cavaleiro do Luar                                                           | 20 de março de 1993 3 de novembro de 2000      |
| 50 | "Usagi's Crisis: The Tiara Stops Working" Transliteração: "Usagi no kiki! Tiara sadō sezu" (em japonês: うさぎの危機!ティアラ作動せず)                                                    | Serena Fica Desconsolada: A Tiara Lunar Parou de Funcionar A Bunny Está Confusa                  | 10 de abril de 1993 6 de novembro de 2000      |
| A família de Serena se diverte no simulador de tiro, mas um Youma ataca os jogadores. Sailor Moon enfrenta o Youma mas sua "Tiara Lunar" acaba danificada. As demais Sailor Guerreiras derrotam o monstro. | |                                                                                                  |                                                |
| 51 | "A New Transformation: Usagi's Power-Up" Transliteração: "Atarashiki henshin! Usagi pawā appu" (em japonês: 新しき変身!うさぎパワーアップ)                                                | A Transformação de Serena A Transformação da Bunny                                               | 17 de abril de 1993 7 de novembro de 2000      |
| 52 | "The Targeted Kindergarteners: Venus to the Rescue" Transliteração: "Nerawareta enji! Vīnasu daikatsuyaku" (em japonês: 狙われた園児!ヴィーナス大活躍)                                    | Crise no Jardim de Infância Crise no Jardim Infantil                                             | 24 de abril de 1993 8 de novembro de 2000      |
| 53 | "Mamoru and Usagi's Babysitting Mayhem" Transliteração: "Mamoru to Usagi no bebīshittā sōdō" (em japonês: 衛とうさぎのベビーシッター騒動)                                                 | Os Problemas de Ser uma Babá Baby-Sitter, Precisa-se!                                            | 01 de maio de 1993 9 de novembro de 2000       |
| 54 | "The School Festival Is for Me?! Queen Rei’s Song" Transliteração: "Bunkasai wa watashi no tame?! Rei joō nesshō" (em japonês: 文化祭は私のため?!レイ女王熱唱)                            | A Canção de Rei A Melodia da Rita!                                                               | 8 de maio de 1993 10 de novembro de 2000       |
| 55 | "Is Seijuro the Moonlight Knight? Mako On Fire" Transliteração: "Tsukikage wa Seijūrō? Moeru Mako-chan" (em japonês: 月影は星十郎?もえるまこちゃん)                                       | Amar é... O Amor é...                                                                            | 22 de maio de 1993 13 de novembro de 2000      |
| 56 | "Steal a Kiss from Mamoru! An's Project Snow White" Transliteração: "Mamoru no kisu ubae! An no Shirayuki-hime sakusen" (em japonês: 衛のキス奪え!アンの白雪姫作戦)                       | A Operação "Branca de Neve" de Anne A Operação "Branca de Neve" da Ann                           | 29 de maio de 1993 14 de novembro de 2000      |
| 57 | "After School Trouble: Usagi is a Target" Transliteração: "Hōkago ni goyōjin! Nerawareta Usagi" (em japonês: 放課後にご用心!狙われたうさぎ)                                               | Perigo Depois das Aulas: Usagi é o Alvo Perigo Depois da Escola!                                 | 05 de junho de 1993 15 de novembro de 2000     |
| Serena e Ann são punidas pela Professora Mônica, enquanto Ail, na tentativa de colocar Tóquio em condição caótica, tenta sua cartada para frear as Sailor Guerreiras e roubar a energia dos humanos.       | |                                                                                                  |                                                |
| 58 | "Disconnecting Love: the Raging Makai Tree" Transliteração: "Surechigau ai no kokoro! Ikari no Makaiju" (em japonês: すれちがう愛の心!怒りの魔界樹)                                       | O Amor Perdido: A Fúria da Árvore Amor Desencontrado!                                            | 12 de junho de 1993 16 de novembro de 2000     |
| 59 | "True Love Awakens: The Makai Tree's Secret" Transliteração: "Mezameru shinjitsu no ai! Makaiju no himitsu" (em japonês: めざめる真実の愛!魔界樹の秘密)                                   | O Segredo da Árvore                                                                              | 19 de junho de 1993 17 de novembro de 2000     |
| 60 | "Angel or Devil? the Mysterious Girl from the Sky" Transliteração: "Tenshi? Akuma? Sora kara kita nazo no shōjo" (em japonês: 天使?悪魔?空からきた謎の少女)                               | Anjo ou Demônio? A Menina Misteriosa Que Caiu do Céu Apareceu uma Rapariga Misteriosa!           | 26 de junho de 1993 20 de novembro de 2000     |
| 61 | "Usagi Devastated: Mamoru Declares a Break-Up" Transliteração: "Usagi Devastated: Mamoru Declares a Break-Up" (em japonês: うさぎ大ショック!衛の絶交宣言)                                 | Serena Devastada: Darien Declara Separação O Gonçalo Quer Acabar o Namoro                        | 3 de julho de 1993 21 de novembro de 2000      |
| 62 | "A Guardian's Friendship: Goodbye, Ami" Transliteração: "Senshi no yūjō! Sayonara Ami-chan" (em japonês: (戦士の友情!さよなら亜美ちゃん)                                                  | A Amizade da Guerreira: Adeus, Ami A Amizade das Guerreiras Navegantes                           | 10 de julho de 1993 22 de novembro de 2000     |
| 63 | "Women Must Be Strong and Beautiful: Rei’s New Special Technique" Transliteração: "Usagi daishokku! Mamoru no zekkō sengen" (em japonês: 女は強く美しく!レイの新必殺技)                   | Jovens, Fortes e Belas: A Nova Técnica Especial de Rei Força e Beleza Para as Raparigas.         | 24 de julho de 1993 23 de novembro de 2000     |
| 64 | "In Search of the Silver Crystal: Chibi-Usa's Secret" Transliteração: "Ginzuishou motomete! Chibiusa no himitsu" (em japonês: 銀水晶を求めて!ちびうさの秘密)                              | Em Busca do Cristal de Prata: O Segredo de Chibi-Usa O Segredo da Chibi-Usa                      | 31 de julho de 1993 24 de novembro de 2000     |
| 65 | "Dispute Over Love: Minako and Makoto's Conflic" Transliteração: "Koi no ronsō! Minako to Makoto ga tairitsu" (em japonês: 恋の論争!美奈子とまことが対立)                                 | Briga em Defesa do Amor: O Conflito de Minako e Makoto Disputa de Amor!                          | 14 de agosto de 1993 27 de novembro de 2000    |
| 66 | "Usagi's Parental Love: The Curry Romance Triangle" Transliteração: "Usagi no oyagokoro!? Karē na sankaku kankei" (em japonês: うさぎの親心?カレーな三角関係)                             | O Sentimento Maternal de Serena: O Triângulo Amoroso do Curry O Eterno Triângulo numa Festa      | 21 de agosto de 1993 28 de novembro de 2000    |
| 67 | "The Beach, the Island and a Vacation: The Guardian’s Break" Transliteração: "Umi yo Shima yo Bakansu yo! Senshi no kyūsoku" (em japonês: 海よ島よバカンスよ!戦士の休息)                  | Férias na Praia: Um Descanso Para as Sailors Férias numa Ilha Distante                           | 28 de agosto de 1993 29 de novembro de 2000    |
| 68 | "Protect Chibi-Usa: Clash of the Ten Warriors" Transliteração: "Chibiusa wo mamore! Jū senshi no daigekisen" (em japonês: ちびうさを守れ!10戦士の大激戦)                                  | Temos Que Proteger Riniː A Grande Batalha das Dez Guerreiras Protejam a Rabbit                   | 11 de setembro de 1993 30 de novembro de 2000  |
| 69 | "Awaken the Sleeping Beauty: Mamoru's Distress" Transliteração: "Mezame yo nemureru bishōjo! Mamoru no kunō" (em japonês: 目覚めよ眠れる美少女!衛の苦悩)                                  | Pesadeloː O Despertar de Sailor Moon O Pesadeloǃ                                                 | 25 de setembro de 1993 1 de dezembro de 2000   |
| 70 | "Battle of the Flames of Love! Mars vs. Koan" Transliteração: "Ai no honō no taiketsu! Māzu tai Kōan" (em japonês: 愛の炎の対決!マーズVSコーアン)                                         | Uma Luta Pelo Amorː Sailor Marte VS Cooan Navegante de Marte Contra Karmesite                    | 02 de outubro de 1993 4 de dezembro de 2000    |
| 71 | "For Friendship: Ami vs. Bertheir" Transliteração: "Yūjō no tame! Ami to Beruche gekitotsu" (em japonês: 友情のため!亜美とベルチェ激突)                                                   | Pela Amizade! Ami VS Beruche Ami Contra Bertierite                                               | 16 de outubro de 1993 5 de dezembro de 2000    |
| 72 | "Rubeus the Heartless: The Tragic Sisters" Transliteração: "Hijō no Rubeusu! Kanashimi no yon shimai" (em japonês: 非情のルベウス!悲しみの四姉妹)                                         | Rubeus Sem Coração! A Tristeza das Quatro Irmãs A Dor de Quatro Irmãs                            | 30 de outubro de 1993 6 de dezembro de 2000    |
| 73 | "A UFO Appears: The Sailor Guardians Abducted" Transliteração: "Yūfō shutsugen! Sarawareta Sērā Senshi-tachi" (em japonês: 非情のルベウス!悲しみの四姉妹)                                 | U.F.O.ː O Rapto das Sailors A Ameaça do O.V.N.I.                                                 | 6 de novembro de 1993 7 de dezembro de 2000    |
| 74 | "Defeat Rubeus: The Battle in Space" Transliteração: "Rubeusu wo taose! Uchūkūkan no kessen" (em japonês: ルベウスを倒せ!宇宙空間の決戦)                                                  | Derrote Rubeus: A Batalha Decisiva no Espaço Luta no Espaço                                      | 13 de novembro de 1993 8 de dezembro de 2000   |
| 75 | "The Mysterious New Guardian: Sailor Pluto Appears" Transliteração: "Nazo no shin Senshi Sērā Purūtō tōjō" (em japonês: 謎の新戦士セーラープルート登場)                                   | Uma Nova Sailor: Chegou Sailor Plutão A Nova Navegante de Plutão                                 | 20 de novembro de 1993 11 de dezembro de 2000  |
| 76 | "Magic of Darkness: Esmeraude's Invasion" Transliteração: "Ankoku no maryoku! Esmerōdo no shinryaku" (em japonês: 暗黒の魔力!エスメロードの侵略)                                          | A Magica da Escuridão: A Invasão de Esmeralda A Invasão da Esmeralda                             | 4 de dezembro de 1993 12 de dezembro de 2000   |
| 77 | "Shared Feelings: Usagi and Mamoru in Love Once Again" Transliteração: "Omoi wa onaji! Usagi to Mamoru no ai futatab" (em japonês: 想いは同じ!うさぎと衛の愛再び)                         | Sentimentos Compartilhados: Usagi e Mamoru se Apaixonam Novamente O Amor Renasce!                | 11 de dezembro de 1993 13 de dezembro de 2000  |
| 78 | "Venus: Minako's Nurse Mayhem" Transliteração: "Vīnasu Minako no nāsu daisōdō" (em japonês: ヴィーナス美奈子のナース大騒動)                                                               | Os Cuidados Terríveis de Mina A Navegante de Vénus Enfermeira Entra em Pânico!                   | 18 de dezembro de 1993 14 de dezembro de 2000  |
| 79 | "Artemis' Adventure: The Monster Animal Kingdom" Transliteração: "Arutemisu no bōken! Ma no dōbutsu ōkoku" (em japonês: アルテミスの冒険!魔の動物王国)                                    | A Aventura de Artemis: O Reino Animal do Monstro A Aventura da Artemisa                          | 25 de dezembro de 1993 15 de dezembro de 2000  |
| 80 | "The Terrifying Illusion: Ami All Alone" Transliteração: "Kyōfu no gen'ei! Hitoribocchi no Ami" (em japonês: 恐怖の幻影!ひとりぼっちの亜美)                                               | A Solidão de Ami A Solitária Ami                                                                 | 8 de janeiro de 1994 18 de dezembro de 2000    |
| 81 | "The Dark Gate Is Completed? The Targeted Elementary School" Transliteração: "Ankoku gēto kansei? Nerawareta shōgakkō" (em japonês: 暗黒ゲート完成?狙われた小学校)                        | O Portão Negro Está Pronto? O Portão Negro Estará Completo?                                      | 15 de janeiro de 1994 19 de dezembro de 2000   |
| 82 | "Journey to the Future: Battle in the Space-Time Corridor" Transliteração: "Mirai he no tabidachi! Jikū kairō no tatakai" (em japonês: 未来への旅立ち!時空回廊の戦い)                     | Viagem Para o Futuro: A Batalha no Corredor do Tempo-Espaço Partida Para o Futuro!               | 22 de janeiro de 1994 20 de dezembro de 2000   |
| 83 | "The Shocking Future: Demande's Dark Ambition" Transliteração: "Shōgeki no mirai! Demando no kuroki yabō" (em japonês: 衝撃の未来!デマンドの黒き野望)                                     | A História de Black Moon: A Ambição Sombria do Príncipe Diamonde A História da Lua Negra         | 29 de janeiro de 1994 21 de dezembro de 2000   |
| 84 | "Wiseman's Evil Hand: Chibiusa Disappears" Transliteração: "Waizuman no mashu! Chibiusa shōmetsu" (em japonês: イズマンの魔手!ちびうさ消滅)                                               | O Segredo da Pequena Dama O Segredo da Small Lady                                                | 05 de fevereiro de 1994 22 de dezembro de 2000 |
| 85 | "The Dark Queen: Birth of Black Lady" Transliteração: "Ankoku no joō Burakku Redi no tanjō" (em japonês: 暗黒の女王ブラックレディの誕)                                                    | A Rainha das Trevas: O Nascimento de Black Lady O Nascimento da Black Lady                       | 12 de fevereiro de 1994 26 de dezembro de 2000 |
| 86 | "Saphir Dies: Wiseman's Trap" Transliteração: "Safīru zetsumei! Waizuman no wana" (em japonês: サフィール絶命!ワイズマンの罠)                                                             | Saphiro Morre: A Armadilha do Grande Sábio O Fim do Safira                                       | 19 de fevereiro de 1994 27 de dezembro de 2000 |
| 87 | "Believing in Love and the Future: Usagi's Decision" Transliteração: "Ai to mirai wo shinjite! Usagi no kesshin" (em japonês: 愛と未来を信じて!うさぎの決心)                              | Acreditando no Amor e no Futuro: A Decisão de Usagi A Revolta do Sábio                           | 26 de fevereiro de 1994 28 de dezembro de 2000 |
| 88 | "The Final Battle Between Light and Dark: Pledge of Love to the Future" Transliteração: "Hikari to yami no saishū kessen! Mirai he chikau ai" (em japonês: 光と闇の最終決戦!未来へ誓う愛) | A Batalha Final entre a Luz e a Escuridão: O Juramento de Amor para o Futuro A Batalha Final!    | 05 de março de 1994 29 de dezembro de 2000     |
| 89 | "Usagi and the Girls' Resolve: Prelude to a New Battle" Transliteração: "Usagi-tachi no ketsui! Atarashiki tatakai no jokyoku" (em japonês: うさぎ達の決意!新しき戦いの序曲)              | A Resolução de Serena e as Garotas: Prólogo Para uma Nova Batalha Epílogo                        | 12 de março de 1994                            |
| Recap das duas primeiras temporadas de Sailor Moon. | |                                                                                                  |                                                |

## 3ª Temporada - Sailor Moon S (1994-1995)
| N.º | Título original | Título no Brasil Título em Portugal                                 | Exibição original                           |
| --- | --- | ------------------------------------------------------------------- | ------------------------------------------- |
| 90  | "Premonition of the Apocalypse: The Mysterious New Guardians Appear" Transliteração: "Chikyū hōkai no yokan? Nazo no shin Senshi shutsugen" (em japonês: 地球崩壊の予感?謎の新戦士出現) | Começa uma Nova Batalha O Início de Outra Batalha!                  | 19 de março de 1994 1 de março de 2001      |
| 91  | "The Rod of Love Is Born: Usagi's New Transformation" Transliteração: "Ai no roddo tanjō! Usagi no shin henshin" (em japonês: 地球崩壊の予感?謎の新戦士出現)                            | A Nova Transformação de Serena O Nascimento de um Novo Ceptro!      | 26 de março de 1994 2 de março de 2001      |
| 92  | "A Handsome Boy? Haruka Tenoh's Secret" Transliteração: "Suteki na bishōnen? Ten'ō Haruka no himitsu" (em japonês: 素敵な美少年?天王はるかの秘密)                                       | Ele ou Ela?                                                         | 16 de abril de 1994 5 de março de 2001      |
| 93  | "Usagi's Idol: The Graceful Genius Michiru" Transliteração: "Usagi no akogare! Yūbi no tensai Michiru" (em japonês: うさぎの憧れ!優美な天才みちる)                                      | A Elegância de Michiru O Ídolo é a Marianaǃ                         | 23 de abril de 1994 6 de março de 2001      |
| 94  | "Protect the Pure Heart: The Three-Way Battle" Transliteração: "Pyua na kokoro wo mamore! Teki mikata mittsu tomoe ransen" (em japonês: 純な心を守れ!敵味方三つ巴乱戦)                  | O Primeiro Beijo O Primeiro Beijo!                                  | 30 de abril de 1994 7 de março de 2001      |
| 95  | "Let Moon Help With Your Love Problems" Transliteração: "Koi no otasuke wa Mūn ni omakase" (em japonês: 恋のおたすけはムーンにおまかせ)                                                 | Quando Se Sofre Por Amor, Fale Com Sailor Moon Profunda Afeição!    | 07 de maio de 1994 8 de março de 2001       |
| 96  | "Coldhearted Uranus: Makoto in Danger" Transliteração: "Reikoku na Uranusu? Makoto no pinchi" (em japonês: 冷酷なウラヌス?まことのピンチ)                                               | O Inimigo de Lita A Maria Está em Perigo!                           | 14 de maio de 1994 9 de março de 2001       |
| 97  | "The Labyrinth of Water: Ami Targeted" Transliteração: "Mizu no rabarinsu! Nerawareta Ami" (em japonês: 水のラビリンス!ねらわれた亜美)                                                  | Labirinto aquático, Ami é atacada! O Labirinto Aquático!            | 21 de maio de 1994 12 de março de 2001      |
| 98  | "To Save Our Friends: Moon and Uranus Join Forces" Transliteração: "Tomodachi wo sukue! Mūn Uranusu rengō" (em japonês: 友達を救え!ムーンウラヌス連合)                                  | A União Entre Sailor Moon e Sailor Urano Todos em União!            | 28 de maio de 1994 13 de março de 2001      |
| 99  | "A Man’s Kindness: Yuichiro Heartbroken by Rei" Transliteração: "Otoko no yasashisa! Yūichirō Rei ni shitsuren?" (em japonês: 男の優しさ!雄一郎レイに失恋?)                             | O Amor Frustrado Entre Nicolas e Rei Mal de Amor!                   | 18 de junho de 1994 14 de março de 2001     |
| 100 | "I Want to Quit Being a Sailor Guardian: Minako's Dilemma" Transliteração: "Sērā Senshi wo yametai!? Minako no nayami" (em japonês: S戦士を辞めたい!?美奈子の悩み)                      | Mina Renuncia Felicidade Individualǃ                                | 25 de junho de 1994 15 de março de 2001     |
| 101 | "Usagi in Tears: a Glass Slipper for My Birthday" Transliteração: "Usagi namida! Tanjōbi ni garasu no kutsu wo" (em japonês: うさぎ涙!誕生日にガラスの靴を)                             | O Sapatinho de Cristal (parte 1) O Sapatinho de Cristal!            | 02 de julho de 1994 16 de março de 2001     |
| 102 | "The Stolen Pure Heart: Usagi's Crisis" Transliteração: "Ubawareta pyua na kokoro! Usagi zettai zetsumei" (em japonês: 奪われた純な心!うさぎ絶体絶命)                                   | O Sapatinho de Cristal (parte 2) O Sapatinho de Cristal- 2.ª Parte! | 16 de julho de 1994 19 de março de 2001     |
| 103 | "The Arrival of a Tiny Pretty Guardian" Transliteração: "Yatte kita chiccha na Bishōjo Senshi" (em japonês: やって来たちっちゃな美少女戦士)                                             | Chegou a Pequena Sailor Chibi Moon A Pequena Guerreira, Chibi Moon! | 6 de agosto de 1994 20 de março de 2001     |
| 104 | "Making New Friends: Chibi Moon's Adventure" Transliteração: "Tomodachi wo motomete! Chibi Mūn no katsuyaku"" (em japonês: 友達を求めて!ちびムーンの活躍)                               | As Atividades de Sailor Chibi Moon Procurando Uma Amigaǃ            | 20 de agosto de 1994 21 de março de 2001    |
| 105 | "I Want Power: Mako Lost in Doubt" Transliteração: "Pawā ga hoshī! Mako-chan no mayoi michi" (em japonês: 友達を求めて!ちびムーンの活躍)                                                | O Caminho Errado de Lita Não Estás Só!                              | 27 de agosto de 1994 22 de março de 2001    |
| 106 | "The Bond of Destiny: Uranus's Distant Past" Transliteração: "Unmei no kizuna! Uranusu no tōi hi" (em japonês: 運命のきずな!ウラヌスの遠い日)                                           | Unidos Pelo Destino Conhecimento Fatal!                             | 3 de setembro de 1994 23 de março de 2001   |
| 107 | "Art Is an Explosion of Love: Chibiusa’s First Love" Transliteração: "Geijutsu wa ai no bakuhatsu! Chibiusa no hatsukoi" (em japonês: 芸術は愛の爆発!ちびうさの初恋)                    | O Primeiro Amor de Rini A Pequena Artista!                          | 10 de setembro de 1994 26 de março de 2001  |
| 108 | "Usagi Dancing to the Waltz" Transliteração: "Usagi no dansu wa warutsu ni notte" (em japonês: うさぎのダンスはワルツに乗って)                                                          | Serena Dança Dança, Dança, Dança!                                   | 17 de setembro de 1994 27 de março de 2001  |
| 109 | "The Shocking Moment: Everyone’s Identities Revealed" Transliteração: "Shōgeki no toki! Akasareta tagai no shōtai" (em japonês: 衝撃の刻!明かされた互いの正体)                          | A Revelação Reflexão!                                               | 24 de setembro de 1994 28 de março de 2001  |
| 110 | "The Death of Uranus and Neptune: The Talisman Appear" Transliteração: "Uranusu-tachi no shi? Tarisuman shutsugen" (em japonês: ウラヌス達の死?タリスマン出現)                          | Aparecem os Talismãs A Maldição!                                    | 15 de outubro de 1994 29 de março de 2001   |
| 111 | "The Holy Grail's Mystical Power: Moon's Double Transformation" Transliteração: "Seihai no shinpi na chikara! Mūn nidan henshin" (em japonês: 聖杯の神秘な力!ムーン二段変身)            | A Taça Lunar O Santo Graal!                                         | 22 de outubro de 1994 30 de março de 2001   |
| 112 | "Who is the True Messiah? Chaos of Light and Darkness" Transliteração: "Shin no kyūseishu wa dare? Hikari to kage no kaosu" (em japonês: 真の救世主は誰?光と影のカオス)                 | O Caos Entre o Bem e o Mal Luz e Sombra!                            | 05 de novembro de 1994 2 de abril de 2001   |
| 113 | "A House Filled With Evil Presence: The Beautiful Hotaru’s Secret" Transliteração: "Yōki tadayou ie! Bishōjo Hotaru no himitsu" (em japonês: 妖気漂う家!美少女ほたるの秘密)             | O Segredo de Hotaru O Segredo da Octávia                            | 19 de novembro de 1994 3 de abril de 2001   |
| 114 | "I Love Idols: Mimete's Dilemma" Transliteração: "Aidoru daisuki! Nayameru Mimetto" (em japonês: アイドル大好き!悩めるミメット)                                                         | A Angústia de Mimete Má Sorte Para a Mimi!                          | 19 de novembro de 1994 4 de abril de 2001   |
| 115 | "Shadow of Silence: The Pale Glimmer of a Firefly" Transliteração: "Chinmoku no kage!? Awaki Hotaru hi no yurameki" (em japonês: 沈黙の影!?あわき蛍火のゆらめき)                        | A Sombra do Silêncio A Sombra do Silêncio!                          | 26 de novembro de 1994 5 de abril de 2001   |
| 116 | "Sunny Skies After a Storm: A Friendship Dedicated to Hotaru" Transliteração: "Arashi nochi hare! Hotaru ni sasageru yūjō" (em japonês: 嵐のち晴れ!ほたるに捧げる友情)                  | A Amizade de Hotaru Depois da Tempestade!                           | 03 de dezembro de 1994 6 de abril de 2001   |
| 117 | "Higher and Stronger: A Cheer from Usagi" Transliteração: "Yori takaku yori tsuyoku! Usagi no ōen" (em japonês: より高くより強く!うさぎの応援)                                          | A Ajuda de Serena Muitos Parabéns!                                  | 10 de dezembro de 1994 9 de abril de 2001   |
| 118 | "The Battle Inside the Demonic Space: The Sailor Guardians' Gamble" Transliteração: "Makū no tatakai! Sērā Senshi no kake" (em japonês: より高くより強く!うさぎの応援)                  | Uma Luta em Outra Dimensão Espaço Alterado!                         | 17 de dezembro de 1994 10 de abril de 2001  |
| 119 | "The Messiah of Silence Awakens? Stars of Destiny" Transliteração: "Chinmoku no Meshia kakusei? Unmei no hoshiboshi" (em japonês: 沈黙のメシアの覚せい?運命の星々)                      | O Despertar do Enviado do Silêncio O Destino das Estrelas!          | 24 de dezembro de 1994 11 de abril de 2001  |
| 120 | "An Invasion from an Another Dimension: Mystery of Infinity Academy" Transliteração: "Ijigen kara no shinryaku! Mugen Gakuen no nazo" (em japonês: 異次元からの侵略!無限学園の謎)       | O mistério do colégio Mugen O Mistério da Escola Tecnológica!       | 07 de janeiro de 1995 12 de abril de 2001   |
| 121 | "A Bewitching Flower That Steals Hearts: Tellu, the Third Witch" Transliteração: "Kokoro wo ubau yōka! Daisan no majō Teruru" (em japonês: 心を奪う妖花!第三の魔女テル)                 | Tellu, a Terceira Bruxa A Planta-Monstro!                           | 14 de janeiro de 1995 13 de abril de 2001   |
| 122 | "Believe in Love: Ami, the Kindhearted Guardian" Transliteração: "Ai wo shinjite! Ami, kokoro yasashiki Senshi" (em japonês: 愛を信じて!亜美心優しき戦士)                               | Ami, a Menina Mais Amável das Sailors Acreditar no Amor!            | 21 de janeiro de 1995 16 de abril de 2001   |
| 123 | "Shadows of Destruction: the Messiah of Silence Awakens" Transliteração: "Hametsu no kage! Chinmoku no Meshia no mezame" (em japonês: 愛を信じて!亜美心優しき戦士)                      | O Despertar do Enviado do Mal O Despertar!                          | 28 de janeiro de 1995 17 de abril de 2001   |
| 124 | "The Coming Terror of Darkness: Struggle of the Eight Guardians" Transliteração: "Semari kuru yami no kyōfu! Kusen no Hassenshi" (em japonês: 迫り来る闇の恐怖!苦戦の8戦士)             | As Oito Sailors Lutam Desesperadamente O Terror do Silêncio!        | 4 de fevereiro de 1995 18 de abril de 2001  |
| 125 | "The Shining Shooting Star: Saturn and the Messiah" Transliteração: "Kagayaku ryūsei! Satān soshite kyūseishu" (em japonês: 輝く流星!サターンそして救世主)                              | Sailor Saturno e o Enviado do Bem O Mestre!                         | 11 de fevereiro de 1995 19 de abril de 2001 |
| 126 | "A New Life: Parting of the Stars of Destiny" Transliteração: "Atarashiki seimei! Unmei no hoshiboshi betsuri no tok" (em japonês: 新しき生命!運命の星々別離の時)                       | O Começo de uma Nova Vida Vida Nova!                                | 18 de fevereiro de 1995 20 de abril de 2001 |
| 127 | "A Guardian’s Realization: Strength Lies Within a Pure Heart" Transliteração: "Senshi no Jikaku! Tsuyosa wa Pyua na Kokoro no Naka ni" (em japonês: 戦士の自覚!強さは純な心の中に)      | A Força Está Dentro do Coração Puro O Segredo da Tenacidade!        | 25 de fevereiro de 1995 23 de abril de 2001 |

## 4ª Temporada - Sailor Moon SuperS (1995-1996)
| N.º | Título original | Título no Brasil Título em Portugal                                        | Exibição original                             |
| --- | --- | -------------------------------------------------------------------------- | --------------------------------------------- |
| 128 | "Meeting of Destiny: The Night Pegasus Dances" Transliteração: "Unmei no deai! Pegasasu no mau yoru" (em japonês: 戦士の自覚!強さは純な心の中に)                                  | Uma Visita Inesperada Encontro Fatal!                                      | 4 de março de 1995 19 de setembro de 2001     |
| 129 | "Super Transformation Once Again: Pegasus's Power" Transliteração: "Supā henshin futatabi! Pegasasu no pawā" (em japonês: スーパー変身再び!ペガサスの力)                          | O Poder de Pégasus O Poder de Pégasus!                                     | 11 de março de 1995 20 de setembro de 2001    |
| 130 | "Protect Mom's Dream: Double Moon's New Attack" Transliteração: "Supā henshin futatabi! Pegasasu no pawā" (em japonês: 守れ母の夢!Wムーンの新必殺技)                              | Temos Que Proteger Mamãe Ikuko O Sonho da Mãeǃ                             | 18 de março de 1995 21 de setembro de 2001    |
| 131 | "Catch Pegasus: The Amazon's Trap" Transliteração: "Supā henshin futatabi! Pegasasu no pawā" (em japonês: ペガサスを捕えろ!アマゾンの罠)                                          | O Plano do Trio Amazonas Ikuko Uma Armadilha Para Pégasusǃ                 | 25 de março de 1995 24 de setembro de 2001    |
| 132 | "The Perfect Couple: Usagi and Mamoru's Love" Transliteração: "Oniai no futari! Usagi to Mamoru no ai" (em japonês: お似合いの二人!うさぎと衛の愛)                                | O Amor de Serena e Darien O Par Perfeito!                                  | 15 de abril de 1995 25 de setembro de 2001    |
| 133 | "Artemis Is Cheating? Enter the Mysterious Kitten" Transliteração: "Arutemisu no uwaki? Nazo no koneko tōjō" (em japonês: アルテミスの浮気?謎の子猫登場)                          | Artemis Engana a Lua? Uma Gatinha Zu-Zum!                                  | 29 de abril de 1995 26 de setembro de 2001    |
| 134 | "Makoto's Friendship: A Girl Who Admired Pegasus" Transliteração: "Makoto no yūjō! Tenba ni akogareta shōj" (em japonês: まことの友情!天馬に憧れた少女)                           | A Amizade de Lita O Apoio de uma Amiga!                                    | 13 de maio de 1995 27 de setembro de 2001     |
| 135 | "Connecting Hearts: Chibi-Usa and Pegasus" Transliteração: "Fureau kokoro! Chibiusa to Pegasasu" (em japonês: 触れ合う心!ちびうさとペガサス)                                      | Rini e o Pégasus Coração Com Coração!                                      | 20 de maio de 1995 28 de setembro de 2001     |
| 136 | "Protect Mamoru: Ninja Usagi's Jealousy" Transliteração: "Mamoru wo mamore! Ninja Usagi no yakimochi" (em japonês: 衛を守れ!忍者うさぎのヤキモチ)                                 | Os Ciúmes de Serena O Passado da Rita!                                     | 27 de maio de 1995 1 de outubro de 2001       |
| 137 | "Forest of Illusion: A Beautiful Fairy's Invitation" Transliteração: "Ayakashi no mori! Utsukushiki yōsei no izanai" (em japonês: あやかしの森!美しき妖精の誘い)                  | O Convite de uma Linda Fada A Fada Florǃ                                   | 3 de junho de 1995 2 de outubro de 2001       |
| 138 | "Drive to the Heavens: The Dream Car Fueled with Love" Transliteração: "Tengoku made hashire! Yume no kuruma ni kakeru ai" (em japonês: 天国まで走れ!夢の車にかける愛)            | O Automóvel dos Meus Sonhos Corre Para o Céuǃ                              | 10 de junho de 1995 3 de outubro de 2001      |
| 139 | "Aiming for the Top: the Pretty Swordswoman's Dilemma" Transliteração: "Mezase Nippon ichi! Bishōjo kenshi no nayami" (em japonês: 目指せ日本一!美少女剣士の悩み)                 | A Angústia de Miharu O Sonho de uma Linda Espadachim!                      | 17 de junho de 1995 4 de outubro de 2001      |
| 140 | "We Love Fashion: The Stylish Guardians" Transliteração: "Mini ga daisuki! Oshare na Senshitachi" (em japonês: ミニが大好き!おしゃれな戦士達)                                     | A Angústia de Miharu Uma Moda de Sonho!                                    | 1 de julho de 1995 5 de outubro de 2001       |
| 141 | "Storm of Love: Minako's Grand Two-Timing Plan" Transliteração: "Koi no arashi! Minako no futamata daisakusen" (em japonês: 恋の嵐!美奈子のフタマタ大作戦)                        | Os Dois Amores de Mina Tempestade de Amor!                                 | 8 de julho de 1995 8 de outubro de 2001       |
| 142 | "The Secret Mansion: A Menu of Love for You" Transliteração: "Koi no arashi! Minako no futamata daisakuse" (em japonês: 秘密の館!愛のメニューを貴方に)                            | Um Menu de Amor Para Você A Melhor Receitaǃ                                | 15 de julho de 1995 9 de outubro de 2001      |
| 143 | "Believe in Pegasus: The Four Guardians' Super Transformation" Transliteração: "Pegasasu wo shinjiru toki! Yon Senshi no supā henshin" (em japonês: 天馬を信じる時!4戦士の超変身) | As Transformações das Sailors A Confiança!                                 | 22 de julho de 1995 10 de outubro de 2001     |
| 144 | "Shining Summer Days: Ami Under the Sea-Breeze" Transliteração: "Kirameku natsu no hi! Shiokaze no shōjo Ami" (em japonês: きらめく夏の日!潮風の少女亜美)                         | Um Verão Inesquecível Sonho de Verão!                                      | 12 de agosto de 1995 11 de outubro de 2001    |
| 145 | "Become a Prima: Usagi's Ballet" Transliteração: "Purima wo nerae! Usagi no barei" (em japonês: プリマをねらえ!うさぎのバレエ)                                                    | O Baile de Serena A Estrela!                                               | 19 de agosto de 1995 12 de outubro de 2001    |
| 146 | "Juban Holiday: The Carefree Princess" Transliteração: "Jūbangai no kyūjitsu! Mujaki na ōjosama" (em japonês: 十番街の休日!無邪気な王女様)                                        | A Princesa Rubina Visita um Festival de Verão O Sonho da Princesa!         | 26 de agosto de 1995 15 de outubro de 2001    |
| 147 | "Destined Partners? Makoto's Innocence" Transliteração: "Unmei no pātonā? Makoto no junjō" (em japonês: 運命のパートナー?まことの純情)                                            | A Inocência de Lita O Baile!                                               | 02 de setembro de 1995 16 de outubro de 2001  |
| 148 | "Shadow of Evil: The Trio's Last Chance" Transliteração: "Kyoaku no kage! Oitsumerareta torio" (em japonês: 巨悪の影!追いつめられたトリオ)                                        | Uma Sombra Maligna Ameaça o Trio Amazonas A Sombra do Mal!                 | 23 de setembro de 1995 17 de outubro de 2001  |
| 149 | "Mirrors of Dreams: the Amazon's Last Stage" Transliteração: "Yume no kagami! Amazon saigo no sutēji" (em japonês: 夢の鏡!アマゾン最後のステージ)                                 | A Última Atuação do Trio Amazonas O Ponto Final do Trio Amazonas!          | 21 de outubro de 1995 18 de outubro de 2001   |
| 150 | "The Amazoness: Nightmare From Behind the Mirrors" Transliteração: "Amazonesu! Kagami no ura kara kita akumu" (em japonês: アマゾネス!鏡の裏から来た悪夢)                         | O Quarteto das Amazonas O Pesadelo no Espelho!                             | 28 de outubro de 1995 19 de outubro de 2001   |
| 151 | "True Power Explodes: Ami's Melody of the Heart" Transliteração: "Shin no pawā bakuhatsu! Ami kokoro no shirabe" (em japonês: 真のパワー爆発!亜美心のしらべ)                      | O Novo Poder de Ami A Canção Romântica da Ami!                             | 4 de novembro de 1995 22 de outubro de 2001   |
| 152 | "Flames of Passion: Mars's Raging Super Attack" Transliteração: "Honō no jōnetsu! Māzu ikari no chōhissatsu waza" (em japonês: 炎の情熱!マーズ怒りの超必殺技)                     | O Poder Especial de Sailor Marte A Paixão do Fogo Pelos Sonhos!            | 11 de novembro de 1995 23 de outubro de 2001  |
| 153 | "Dentist of Horrors? Palla-Palla's House" Transliteração: "Kyōfu no haishasan? Parapara no yakata" (em japonês: 恐怖の歯医者さん?パラパラの館)                                    | A Armadilha de Para-Para A Horrível Clínica Dentária!                      | 18 de novembro de 1995 24 de outubro de 2001  |
| 154 | ASA Transliteração: "Yume taiketsu! Minako to Makoto zekkō sengen" (em japonês: 夢対決!美奈子とまこと絶交宣言)                                                                    | A Briga de Mina e Lita A Navegante de Vénus Contra a Navegante de Júpiter! | 25 de novembro de 1995 25 de outubro de 2001  |
| 155 | "Overcome Your Fear: the Jump to Freedom" Transliteração: "Kyōfu wo koete! Jiyū he no jampu" (em japonês: 恐怖を越えて!自由へのジャンプ)                                          | Um Salto Sem Temor Um Salto Para a Liberdade !                             | 2 de dezembro de 1995 26 de outubro de 2001   |
| 156 | "Don't Lose Sight of Your Dreams: The Mirror of Truth" Transliteração: "Kyōfu wo koete! Jiyū he no jampu" (em japonês: 恐怖を越えて!自由へのジャンプ)                             | Um Salto Sem Temor O Espelho da Verdade!                                   | 9 de dezembro de 1995 29 de outubro de 2001   |
| 157 | "Pegasus Disappears: Wavering Friendship" Transliteração: "Pegasasu ga kieta!? Yure ugoku yūjō" (em japonês: )                                                                    | Pégasus Desapareceu A Amizade em Risco!                                    | 16 de dezembro de 1995 30 de outubro de 2001  |
| 158 | "Pegasus's Secret: The Boy Who Protects the Dream World" Transliteração: "Pegasasu no himitsu! Yume sekai wo mamoru bishōnen" (em japonês: 天馬の秘密!夢世界を守る美少年)         | O Segredo de Pégasus O Segredo de Pégasus!                                 | 23 de dezembro de 1995 31 de outubro de 2001  |
| 159 | "Chibiusa's Little Rhapsody of Love" Transliteração: "Chibiusa no chiisana koi no rapusodi" (em japonês: ちびうさの小さな恋のラプソディ)                                          | A Rapsódia de Amor de Rini A Pequena Rapsódia!                             | 13 de janeiro de 1996 1 de novembro de 2001   |
| 160 | "Dream to be an Adult: The Amazoness' Confusion" Transliteração: "Otona ni naru yume! Amazonesu no tōwaku" (em japonês: 大人になる夢!アマゾネスの当惑)                            | A Confusão do Quarteto Amazonas Quando Cresces!                            | 20 de janeiro de 1996 2 de novembro de 2001   |
| 161 | "Terror in Motion: The Dark Queen's Evil Hand" Transliteração: "Ugoki dashita kyōfu! Yami no joō no mashu" (em japonês: 動き出した恐怖!闇の女王の魔手)                            | A Rainha das Trevas Nas Mãos do Inimigo!                                   | 27 de janeiro de 1996 5 de novembro de 2001   |
| 162 | "The Source of Darkness: Dead Moon Circus" Transliteração: "Yami no shingenchi Deddo Mūn Sākasu" (em japonês: 闇の震源地デッドムーンサーカス)                                     | O Circo Lua da Morte O Segredo da Tenda de Circo!                          | 3 de fevereiro de 1995 6 de novembro de 2001  |
| 163 | "Labyrinth of Mirrors: Chibi Moon Captured" Transliteração: "Kagami no meikyū! Toraerareta Chibi Mūn" (em japonês: 鏡の迷宮!捕えられたちびムーン)                                 | Sailor Chibi Moon, Capturada Labirinto de Espelhos!                        | 10 de fevereiro de 1996 7 de novembro de 2001 |
| 164 | "The Golden Crystal Appears: Nehellenia's Magic" Transliteração: "Gōruden Kurisutaru shutsugen! Neherenia no maryoku" (em japonês: 黄金水晶出現!ネヘレニアの魔力)                 | A Magia de Neherenia O Cristal de Ouro!                                    | 17 de fevereiro de 1996 8 de novembro de 2001 |
| 165 | "When the Crystal Shines: The Beautiful Power of Dreams" Transliteração: "Kurisutaru kagayaku toki! Utsukushiki yume no chikara" (em japonês: クリスタル輝く時!美しき夢の力)      | O Poder de um Lindo Sonho O Poder do Cristal!                              | 24 de fevereiro de 1996 9 de novembro de 2001 |
| 166 | "Dreams Forever: Fill the Heavens with Light" Transliteração: "Yume yo itsumademo! Hikari, ten ni michite" (em japonês: 夢よいつまでも!光, 天に満ちて)                            | Sempre Existirão Sonhos Lindos Sonhos Para Sempre!                         | 02 de março de 1996 12 de novembro de 2001    |

## 5ª Temporada - Sailor Moon Sailor Stars (1996-1997)
| N.º                                                            | Título original | Título no Brasil Título em Portugal                                                                                        | Exibição original                          |
| -------------------------------------------------------------- | --- | --- | ------------------------------------------ |
| 167                                                            | "The Flower of Nightmares Scatters: The Queen of Darkness Returns" Transliteração: "Akumu hana wo chirasu toki! Yami no Joō fukkatsu" (em japonês: 悪夢花を散らす時!闇の女王復活) | A Rainha das Trevas Revive A Nehellenia Ergue-se de Novo!                                                                  | 9 de março de 1996 7 de março de 2002      |
| 168                                                            | "Saturn Awakens: the Ten Sailor Guardians Unite" Transliteração: "Satān no mezame! Sērā jũ Senshi shūketsu" (em japonês: サターンの目覚め!S10戦士集結)                            | O Despertar de Saturno! A União das Dez Sailor Guerreiras O Primeiro Ataqueǃ                                               | 23 de março de 1996 8 de março de 2002     |
| 169                                                            | "The Cursed Mirror: Mamoru Caught in a Nightmare" Transliteração: "Noroi no makyō! Akumu ni torawareta Mamoru" (em japonês: 呪いの魔鏡!悪夢にとらわれた衛)                        | A Maldição do Espelho: Darien é Preso no Pesadelo Guerreiras em Apurosǃ                                                    | 13 de abril de 1996 11 de março de 2002    |
| 170                                                            | "Night of Destiny: Ordeals of a Guardian" Transliteração: "Unmei no ichiya! Sērā Senshi no kunan" (em japonês: 運命の一夜!セーラー戦士の苦難)                                     | A Noite do Destino! A Provação de uma Guerreira Guerreiras em Apurosǃ                                                      | 20 de abril de 1996 12 de março de 2002    |
| 171                                                            | "For Love: the Endless Battle in the Dark World" Transliteração: "Ai yue ni! Hateshinaki makai no tatakai" (em japonês: 愛ゆえに!果てしなき魔界の戦い)                            | Por Amor: Uma Luta Interminável no Mundo Sombrio Batalhas Sem Fim!                                                         | 27 de abril de 1996 13 de março de 2002    |
| 172                                                            | "Moon Power of Love: End of the Nightmare" Transliteração: "Ai no mūn pawā! Akumu no owaru toki" (em japonês: 愛のムーンパワー!悪夢の終わる時)                                    | O Poder Lunar do Amor: O Fim do Pesadelo O Fim do Pesadelo!                                                                | 4 de maio de 1996 14 de março de 2002      |
| 173                                                            | "Farewells and Encounters: the Transitioning Stars of Destiny" Transliteração: "Wakare to deai! Unmei no hoshiboshi no ryūten" (em japonês: 別れと出会い!運命の星々の流転)        | Encontros e Despedidas: O Destino das Estrelas Novo Confronto!                                                             | 11 de maio de 1996 15 de março de 2002     |
| 174                                                            | "A School Storm: The Transfer Students Are Idols" Transliteração: "Gakuen ni fuku arashi! Tenkōsei wa aidoru" (em japonês: 学園に吹く嵐!転校生はアイドル)                         | Os Three Lights Vão Estudar na Nossa Escola Ídolos de Campo!                                                               | 18 de maio de 1996 18 de março de 2002     |
| 175                                                            | "Becoming an Idol: Minako’s Ambition" Transliteração: "Aidoru wo mezase! Minako no yabō" (em japonês: アイドルをめざせ!美奈子の野望)                                              | A Ambição de Mina A Ambição da Joana!                                                                                      | 25 de maio de 1996 19 de março de 2002     |
| 176                                                            | "A Fighter's True Spirit: Shocking Super Transformation" Transliteração: "Faitā no shōtai! Shōgeki no chōhenshin" (em japonês: ファイターの正体!衝撃の超変身)                     | A Verdadeira Identidade de Sailor Fighter As Estrelas Musicaisǃ                                                            | 8 de junho de 1996 20 de março de 2002     |
| 177                                                            | "A Maker's True Spirit: Shocking Super Transformation" Transliteração: "Hoshi ni takusu yume to roman! Taiki no henshin" (em japonês: 星に託す夢とロマン!大気の変身)              | A Transformação de Taiki O Cometa Wataruǃ                                                                                  | 15 de junho de 1996 21 de março de 2002    |
| 178                                                            | "Luna's Discovery: The Real Face of Yaten" Transliteração: "Luna wa mita!? Aidoru Yaten no sugao" (em japonês: ルナは見た!?アイドル夜天の素顔)                                    | A Verdadeira Personalidade de Yaten O Luna Descobre Tudo!                                                                  | 22 de junho de 1996 22 de março de 2002    |
| 179                                                            | "Friend or Foe? Star Lights and the Sailor Guardians" Transliteração: "Teki? Mikata? Sutāraitsu to Sērā Senshi" (em japonês: 敵?味方?スターライツとS戦士)                         | Sailor Versus Sailor O Génio da Cozinha!                                                                                   | 29 de junho de 1996 25 de março de 2002    |
| 180                                                            | "Calling of the Shining Stars: Enter Haruka and Michiru" Transliteração: "Yobiau hoshi no kagayaki! Haruka-tachi sansen" (em japonês: 呼び合う星の輝き!はるか達参戦)              | Haruka e Michiru Intrusas ou Amigas?                                                                                       | 13 de julho de 1996 26 de março de 2002    |
| 181                                                            | "Seiya and Usagi's Heart-Pounding Date" Transliteração: "Seiya to Usagi no doki-doki dēto" (em japonês: セイヤとうさぎのドキドキデート)                                           | Serena e Seiya Têm um Encontro Emocionante O Fim da Sailor Iron Mouseǃ                                                     | 20 de julho de 1996 27 de março de 2002    |
| 182                                                            | "Invaders from Outer Space: The Coming of Siren" Transliteração: "Uchū kara no shinryaku! Seirēn hirai" (em japonês: 宇宙からの侵略!セイレーン飛来)                               | Uma Estranha Visita Um Novo Membro!                                                                                        | 3 de agosto de 1996 28 de março de 2002    |
| 183                                                            | "The Screaming Dead: Terror of the Camp Monster" Transliteração: "Shiryō no sakebi? Kyōfu kyampu no kaijin" (em japonês: 死霊の叫び!?恐怖キャンプの怪人)                          | O Acampamento do Terror Pânico numa Estância de Verão!                                                                     | 10 de agosto de 1996 29 de março de 2002   |
| 184                                                            | "A Night Alone Together: Usagi in Danger" Transliteração: "Futarikiri no yoru! Usagi no pinchi" (em japonês: ふたりきりの夜!うさぎのピンチ)                                       | Serena em Apuros Uma Noite de Confusão!                                                                                    | 17 de agosto de 1996 1 de abril de 2002    |
| 185                                                            | "Taiki's Song Filled With Passion and Faith" Transliteração: "Taiki zesshō! Shinjiru kokoro wo uta ni komete" (em japonês: 大気絶唱!信じる心を歌にこめて)                         | Não Perca a Esperanças Aqueles Que Acreditam!                                                                              | 31 de agosto de 1996 2 de abril de 2002    |
| 186                                                            | "Chibi-Chibi's Mystery: The Big Noisy Chase" Transliteração: "Chibichibi no nazo! Osawagase daitsuiseki" (em japonês: ちびちびの謎!おさわがせ大追跡)                              | O Segredo de Chibi-Chibi A Terra do Doce!                                                                                  | 7 de setembro de 1996 3 de abril de 2002   |
| 187                                                            | "The Shining Power of a Star: Chibi-Chibi's Transformation" Transliteração: "Kagayaku hoshi no pawā! Chibichibi no henshin" (em japonês: 輝く星のパワー!ちびちびの変身)           | A Transformação de Chibi-Chibi A Primeira Manobra da Chibi-Chibi!                                                          | 14 de setembro de 1996 4 de abril de 2002  |
| 188                                                            | "Invitation to Terror: Usagi's Night Flight" Transliteração: "Kyōfu e no shōtai! Usagi no yakan hikō" (em japonês: 恐怖への招待!うさぎの夜間飛行)                                 | Um Convite ao Terror Convite ao Terror!                                                                                    | 12 de outubro de 1996 5 de abril de 2002   |
| 189                                                            | "Duty or Friendship: Conflict Between the Sailor Guardians" Transliteração: "Shimei to yūjō no hazama! Sērā Senshi-tachi no tairitsu" (em japonês: 使命と友情の間!S戦士達の対立)  | Um Conflito Entre as Sailors A Missão ou a Amizade?                                                                        | 19 de outubro de 1996 8 de abril de 2002   |
| 190                                                            | "Truth Revealed: The Star Lights' Past" Transliteração: "Akasareta shinjitsu! Seiya-tachi no kako" (em japonês: 明かされた真実!セイヤ達の過去)                                    | O Passado de Seiya, Taiki e Yaten O Passado dos Três Luzes!                                                                | 26 de outubro de 1996 9 de abril de 2002   |
| 191                                                            | "Butterflies of Light: A New Chapter On the Horizon" Transliteração: "Hikari no chō ga mau toki! Atarashī nami no yokan" (em japonês: 光の蝶が舞う時!新しい波の予感)              | As Mariposas Resplandecentes Quando a Borboleta de Luzes Voa!                                                              | 9 de novembro de 1996 10 de abril de 2002  |
| 192                                                            | "Go for Your Dream: Minako Becomes an Idol" Transliteração: "Yume icchokusen! Aidoru Minako no tanjō!?" (em japonês: 夢一直線!アイドル美奈子の誕生)                               | Mina Se Transforma Numa Estrela Luta Pelo Teu Sonho!                                                                       | 16 de novembro de 1996 11 de abril de 2002 |
| 193                                                            | "The Stolen Silver Crystal: Princess Kakyu Appears" Transliteração: "Ubawareta ginzuishō! Kakyū Purinsesu shutsugen" (em japonês: うばわれた銀水晶!火球皇女出現)                  | A Princesa do Planeta do Fogo A Princesa Iluminada Aparece!                                                                | 30 de novembro de 1996 12 de abril de 2002 |
| 194                                                            | "Crusade for the Galaxy: Legend of the Sailor Wars" Transliteração: "Ginga no seisen! Sērā Wōzu densetsu" (em japonês: 銀河の聖戦 セーラーウォーズ伝説)                           | A Lenda da Guerra das Sailors A Lenda das Guerreiras Navegantes!                                                           | 7 de dezembro de 1996 15 de abril de 2002  |
| 195                                                            | "Princess Kakyu Perishes: Advent of Galaxia" Transliteração: "Kakyū Purinsesu shōmetsu! Gyarakushia kōrin" (em japonês: 火球皇女消滅!ギャラクシア降臨)                            | O Fim da Princesa do Planeta do Fogo A Galáxia Chega à Terra!                                                              | 14 de dezembro de 1996 16 de abril de 2002 |
| 196                                                            | "Countdown to Destruction: The Sailor Guardians' Final Battle" Transliteração: "Ginga horobiru toki! Sērā Senshi saigo no tatakai" (em japonês: 銀河滅びる時!S戦士最後の戦い)     | Contagem Regressiva para a Destruição: A Última Batalha das Sailor Guerreiras Batalha Final Para as Guerreiras Navegantes! | 11 de janeiro de 1997 17 de abril de 2002  |
| 197                                                            | "Ruler of the Galaxy: the Menace of Galaxia" Transliteração: "Ginga no shihaisha! Gyarakushia no kyōi" (em japonês: 銀河の支配者! ギャラクシアの脅威)                             | A Ameaça de Sailor Galáxia A Ameaça da Galáxia!                                                                            | 18 de janeiro de 1997 18 de abril de 2002  |
| 198                                                            | "Dying Stars: Uranus and Neptune's Last Stand" Transliteração: "Ginga no shihaisha! Gyarakushia no kyōi" (em japonês: 消えゆく星々!ウラヌス達の最期)                              | A Morte das Estrelas: O Último Confronto de Urano e Netuno O Desaparecimento das Estrelasː O Fim da Úrano e das Outras!    | 25 de janeiro de 1997 19 de abril de 2002  |
| 199                                                            | "The Light of Hope: the Final Battle for the Galaxy" Transliteração: "Kibō no Hikari! Ginga wo kaketa saishū kessen" (em japonês: 希望の光!銀河をかけた最終決戦)                  | A Luz da Esperança: A Batalha Final pela Galáxia A Última Batalha da Galáxia!                                              | 1 de fevereiro de 1997 22 de abril de 2002 |
| 200                                                            | "Usagi's Love: The Moonlight Illuminates the Galaxy" Transliteração: "Usagi's Love: The Moonlight Illuminates the Galaxy" (em japonês: うさぎの愛!月光銀河を照らす)               | O Amor de Serena: O Luar Ilumina a Galáxia O Amor da Bunnyː O Luar Que Brilha na Galáxia!                                  | 8 de fevereiro de 1997 23 de abril de 2002 |
| Acompanhe o desfecho da batalha final pelo futuro do Universo! | | |                                            |

## Curta-metragens
Dois episódios curta-metragens foram criados para serem exibidos com o primeiro e terceiro filmes lançados no cinema. O primeiro, "Make Up! Sailor Soldier", é uma introdução cômica ao elenco da série para aqueles que não estão familiarizados com a franquia, enquanto o segundo, "Ami's First Love", é uma adaptação de uma história extra (omake) do mangá Sailor Moon.
Os últimos três curtas, coletivamente chamados de "SuperS Specials", foram lançados juntos, exibindo em vez de um episódio regular próximo ao início da temporada SuperS. O primeiro curta, "SuperS Special: An Elegant Metamorphosis? Crybaby Usagi's Growth Diary", é um resumo das três primeiras temporadas da série Sailor Moon. O segundo curta, "SuperS Special: Haruka e Michiru, Again! The Ghostly Puppet Show", apresenta Haruka e Michiru em um hotel de luxo em um penhasco. No terceiro curta, "SuperS Special: Chibiusa's Adventure! The Dreaded Vampire Castle", Chibiusa descobre um dos seus colegas de classe como um monstro e luta com outra Sailor Senshi.
| Título | Data de lançamento     |
| --- | ---------------------- |
| Make Up! Sailor Senshi (メイクアップ！セーラー戦士, Meikuappu! Sērā Senshi) | 5 de dezembro de 1993  |
| SuperS Special: An Elegant Metamorphosis? Crybaby Usagi's Growth Diary (メイクアップ！セーラー戦士, [SuperSスペシャル: 華麗に変身？泣き虫うさぎの成長記録] Erro: {{japonês}}: texto da transliteração contém caractere não latino (pos 7) (ajuda), SuperSスペシャル: 華麗に変身？泣き虫うさぎの成長記録) | 8 de abril de 1995     |
| SuperS Special: Haruka and Michiru, Again! The Ghostly Puppet Show (SuperSスペシャル: はるかみちる再び！亡霊人形劇, Supāzu Supesharu: Haruka Michiru futatabi! Bōrei ningyōgeki) | 8 de abril de 1995     |
| SuperS Special: Chibiusa's Adventure! The Dreaded Vampire Castle (SuperSスペシャル: ちびうさの冒険！恐怖、吸血鬼の館, Supāzu Supesharu: Chibiusa no bōken! Kyōfu, kyūketsuki no yakata) | 8 de abril de 1995     |
| Ami's First Love (亜美ちゃんの初恋, Ami-chan no Hatsukoi) | 23 de dezembro de 1995 |